# Mokrin
Mokrin (izvirno srbsko Мокрин; madžarsko Homokrév) je naselje v Srbiji, ki upravno spada pod Občino Kikinda; slednja pa je del Severnobanatskega upravnega okraja.

## Demografija
V naselju živi 4657 polnoletnih prebivalcev, pri čemer je njihova povprečna starost 39,7 let (38,5 pri moških in 40,8 pri ženskah). Naselje ima 2079 gospodinjstev, pri čemer je povprečno število članov na gospodinjstvo 2,85.
To naselje je, glede na rezultate popisa iz leta 2002, v glavnem srbsko, a v času zadnjih treh popisov je opazno zmanjšanje števila prebivalcev.
|  |

| Demografija | Demografija     | Demografija     |
| Leto        | Št. prebivalcev | Št. prebivalcev |
| ----------- | --------------- | --------------- |
|             |                 |                 |
|             |                 |                 |
|             |                 |                 |
|             |                 |                 |
| 1948        | 8369            |                 |
| 1953        | 7984            |                 |
| 1961        | 7924            |                 |
| 1971        | 7328            |                 |
| 1981        | 6567            |                 |
| 1991        | 6300            | 6238            |
| 2002        | 6092            | 5918            |
|             |                 |                 |

| Etnična sestava po popisu iz leta 2002 | Etnična sestava po popisu iz leta 2002 | Etnična sestava po popisu iz leta 2002 | Etnična sestava po popisu iz leta 2002 | Etnična sestava po popisu iz leta 2002 |
| -------------------------------------- | -------------------------------------- | -------------------------------------- | -------------------------------------- | -------------------------------------- |
| Srbi                                   | Srbi                                   |                                        | 4.940                                  | 83,47%                                 |
| Romi                                   | Romi                                   |                                        | 369                                    | 6,23%                                  |
| Madžari                                | Madžari                                |                                        | 290                                    | 4,90%                                  |
| Jugoslovani                            | Jugoslovani                            |                                        | 99                                     | 1,67%                                  |
| Hrvati                                 | Hrvati                                 |                                        | 20                                     | 0,33%                                  |
| Makedonci                              | Makedonci                              |                                        | 15                                     | 0,25%                                  |
| Črnogorci                              | Črnogorci                              |                                        | 9                                      | 0,15%                                  |
| Nemci                                  | Nemci                                  |                                        | 9                                      | 0,15%                                  |
| Bolgari                                | Bolgari                                |                                        | 8                                      | 0,13%                                  |
| Romuni                                 | Romuni                                 |                                        | 7                                      | 0,11%                                  |
| Muslimani                              | Muslimani                              |                                        | 4                                      | 0,06%                                  |
| Slovaki                                | Slovaki                                |                                        | 3                                      | 0,05%                                  |
| Albanci                                | Albanci                                |                                        | 3                                      | 0,05%                                  |
| Čehi                                   | Čehi                                   |                                        | 1                                      | 0,01%                                  |
| Ukrajinci                              | Ukrajinci                              |                                        | 1                                      | 0,01%                                  |
| Slovenci                               | Slovenci                               |                                        | 1                                      | 0,01%                                  |
| Rusini                                 | Rusini                                 |                                        | 1                                      | 0,01%                                  |
| Rusi                                   | Rusi                                   |                                        | 1                                      | 0,01%                                  |
| Bunjevci                               | Bunjevci                               |                                        | 1                                      | 0,01%                                  |
| Neznano                                | Neznano                                |                                        | 12                                     | 0,20%                                  |